# Billet de 1 000 francs Commerce et Industrie
Pour les articles homonymes, voir 1 000 francs.
Recto
Verso
Chronologie
1 000 francs Cérès et Mercure 1 000 francs Déméter
Le 1 000 francs Commerce et Industrie est un billet de banque en francs français créé par la Banque de France le 20 octobre 1940 et émis le 19 mai 1944 pour remplacer le 1 000 francs Déméter. Il sera suivi par le 1 000 francs Minerve et Hercule.

## Historique
Ce billet polychrome se raccroche au courant allégorique.
Il fut très peu imprimé, fin 1940 et début 1941, puis en juillet 1944, et de fait aura peu circulé : un peu moins d'une année.
Il est retiré de la circulation et privé de son cours légal le 4 juin 1945. Le tirage total s'élève à 120 000 000 d'exemplaires.

## Description
Ce billet est l’œuvre du peintre Henry Cheffer et fut gravé par Camille Beltrand (R°) et Ernest-Pierre Deloche (V°).
Les tons dominants sont bleu-rose-vert, ton pastel. 
Au recto : se faisant face dans deux cartouches ronds deux têtes de femmes couronnées de feuillage symbolisant l'Agriculture, le tout cerné par un encadrement de feuillage, fleurs et fruits.
Au verso : allégories du Travail et du Commerce avec à gauche un forgeron sur fond d'usines en activité et à droite Mercure, Dieu du commerce et des voyageurs, devant des navires marchands.
Le filigrane montre une tête de femme couronnée de fleurs.
Les dimensions sont de 195 mm x 118 mm.
Créé avant le billet de 1 000 francs Déméter, sa sortie fut annulée du fait des pénuries affectant en tant que guerre les stocks d'encre couleurs et de papier ; début 1944, l'Institut monétaire en relance la production.